# Adżerom
Adżerom (ros. Аджером) – osiedle w Rosji, w Republice Komi, w rejonie kortkierosskim. W 2010 liczyło 774 mieszkańców.